# Лечење Јаломом
Лечење Јаломом је документарни филм из 2014. године о животу и делу америчког психијатра и аутора бестселера Ирвина Д. Јалома, швајцарске редитељке и списатељице Сабине Гисигер. Јалом позива гледаоце да размисле о себи и свом постојању.

## Радња
Лечње Јаломом води гледаоце на егзистенцијално путовање кроз многе слојеве људске психе. У филму, Ирвин Д. Јалом размишља о смислу живота и о томе како водити испуњен живот. Он нуди дубок увид у знање које је стекао током много година и у свој духовни живот.
Рођен 1931. године, психијатар и аутор Ирвин Д. Јалом сматра се једним од најутицајнијих психотерапеута у Сједињеним Државама. Филм прати његово порекло и каријеру помоћу флешбекова користећи фотографије и снимке з његове породичне архиве. Понављање терапијских сесија илуструје метод групне терапије који је Јалом развио заједно са другима. Почевши од својих главних дела, укључујући Љубавни крвник (1989), Лечење по Шопенхауеру (2005) и његов роман из 1992. Када је Ниче плакао, редитељ прати Јалома у свакодневном животу и разговара са њим о људском постојању, љубави, срећи и страху од смрт. У овим дубинским разговорима, редитељ преплиће Јаломов професионални и приватни живот.
Филм такође посматра Јалома у разговору са супругом, заједно са децом и унуцима. Сво четворо деце је разведено, док су Јалом и његова супруга били пар од младости. Чланови породице размишљају о разлозима за то и позивају се на Јаломове идеје о егзистенцијалној психотерапији.
Филм је направљен за биоскоп и има медитативан наративни ритам и поетску слику: Јалом је приказан како вози бицикл, на породичном окупљању и кува. Постоје и бројне подводне сцене.

## Премијера
Лечење Јаломом је премијерно приказан на Локарно Филм Фестивалу у августу 2014. године, где је приказан ван конкуренције. У октобру 2014. филм је изабран на Међународни филмски фестивал у Сао Паулу и на Филмски фестивал у долини Мил у Сент Рафаелу.
У више од десет земаља документарац је објављен у биоскопима. У Швајцарској је привукла публику од 50.000, у Немачкој 90.000. Даљи почеци су, између осталих, били у Сједињеним Државама, Канади, Грчкој и Шпанији.

## Критике
Филмски критичар Лос Анђелес Тајмса Михаел Рехтсафен нагласио је медитативни приступ филма:
(...) прикладно медитативан документарни портрет психотерапеута-професора Ирвина Д. Јалома који нуди искрен увид у приватни живот аутора. Филм одаје замршен спој прошлости и садашњости који информише наше свакодневно постојање. 
Према Ц. Л. Илслеиу из Монтреал Рампага, филм наглашава да сам Јалом живи према својим теоријама и уверењима формулисаним у његовим књигама:
Документарац открива да је Ирвин Јалом занимљив и активан лик. Чак и у раним 80 -им, филм га приказује како држи академске говоре, саветује пацијенте, хода руку под руку са супругом и вози се бициклом. Јасно је да је Јалом неко ко практикује оно што проповеда, а кључни елемент тога је да је ангажовање и заузетост - физички и психички - од виталног значаја за одржавање здравог начина живота кроз сваку фазу живота.

## Награде и номинације
- 2015: Swiss Film Award, номинација за најбољи документарац
- 2015: Swiss Film Award, номинација за најбољи резултат
- 2015: Одељење за културу града Цириха, 1. награда за најуспешнији документарни филм године[7]